# Orthorhynchus amplicollis
Orthorhynchus amplicollis is een keversoort uit de familie Belidae. De wetenschappelijke naam van de soort is voor het eerst geldig gepubliceerd in 1860 door Jekel.